# Divali

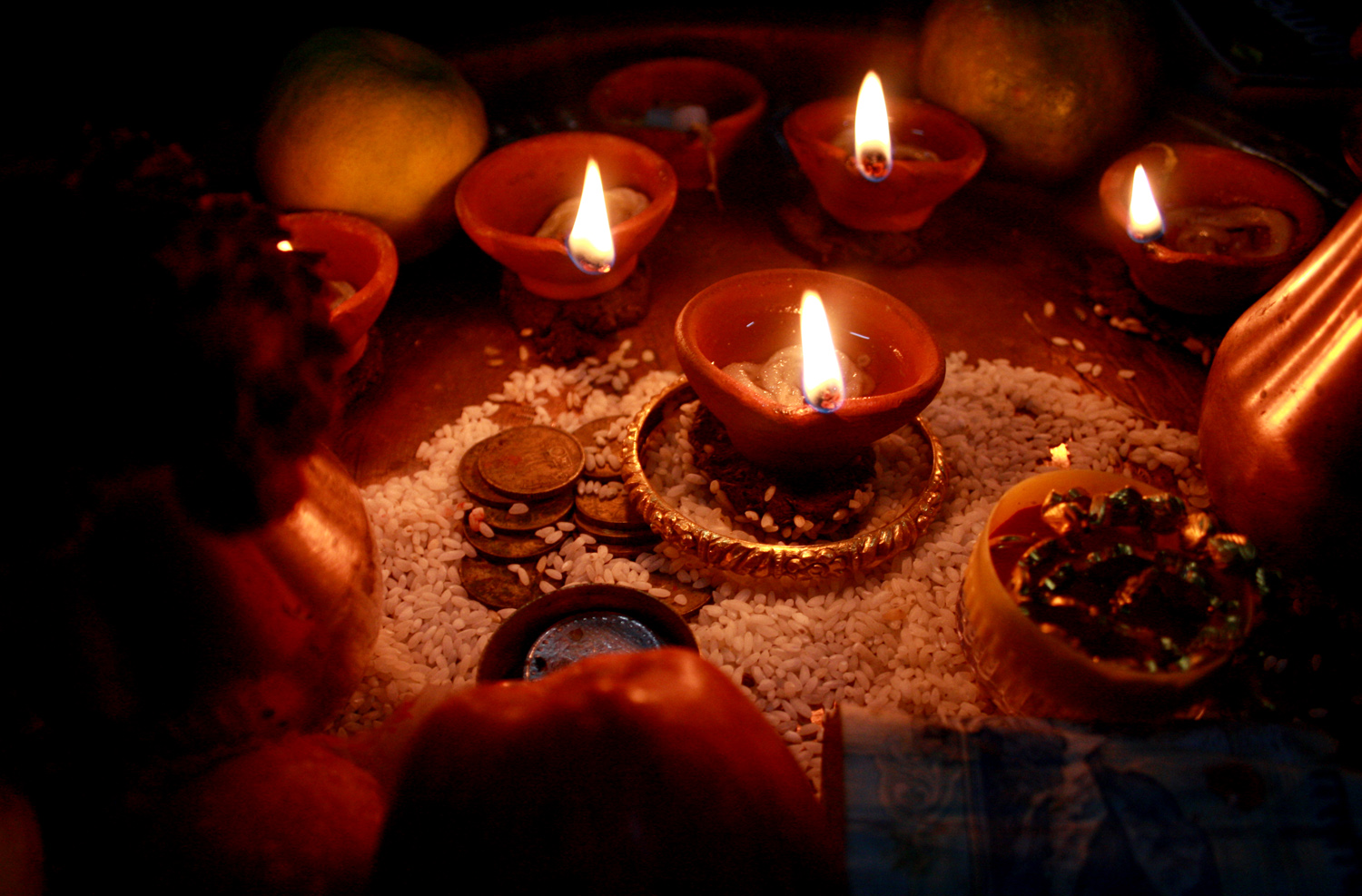
Llànties d'oli característiques del Diwali.

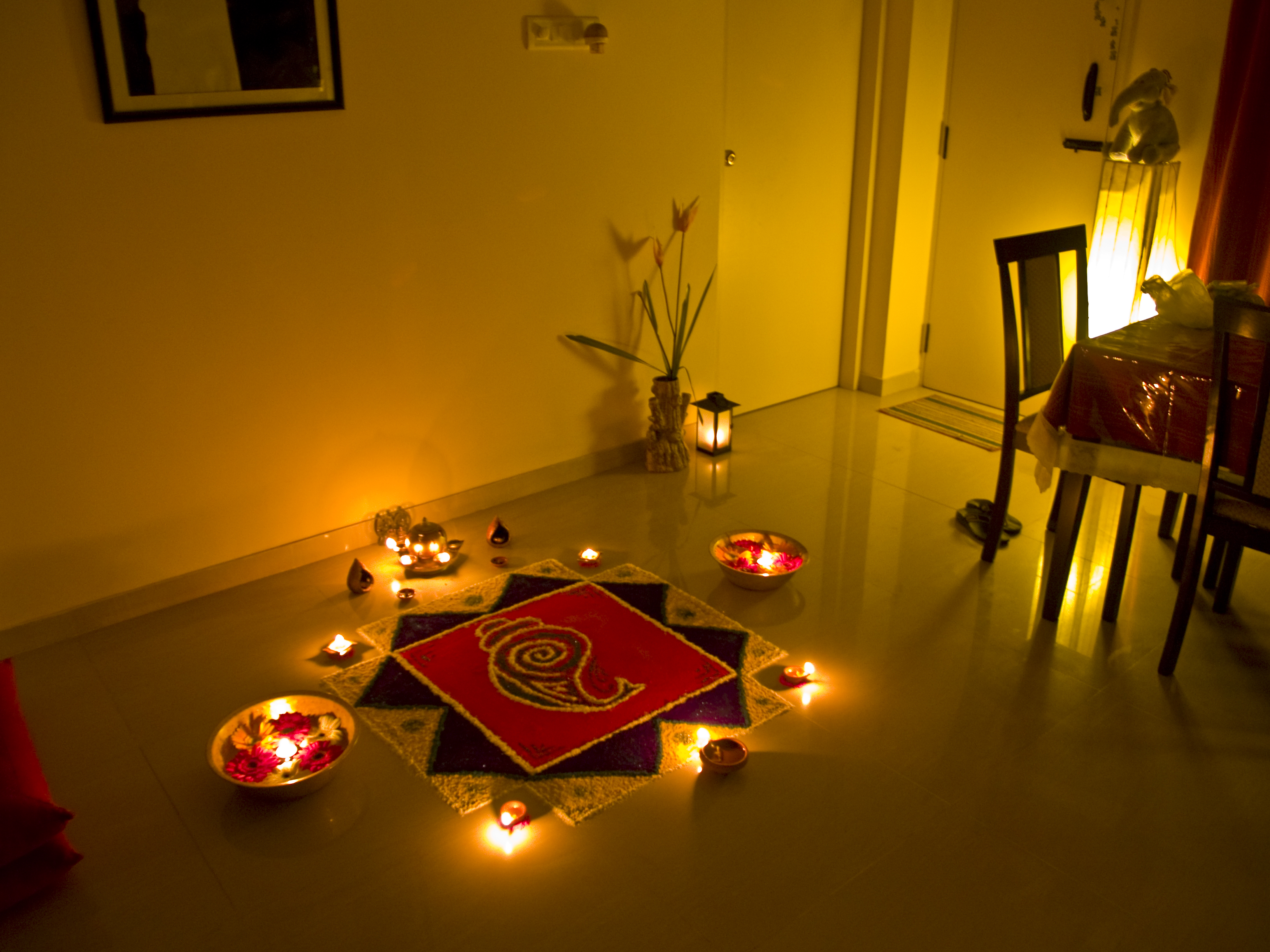
Rangoli i llànties per celebrar el primer dia del Diwali.

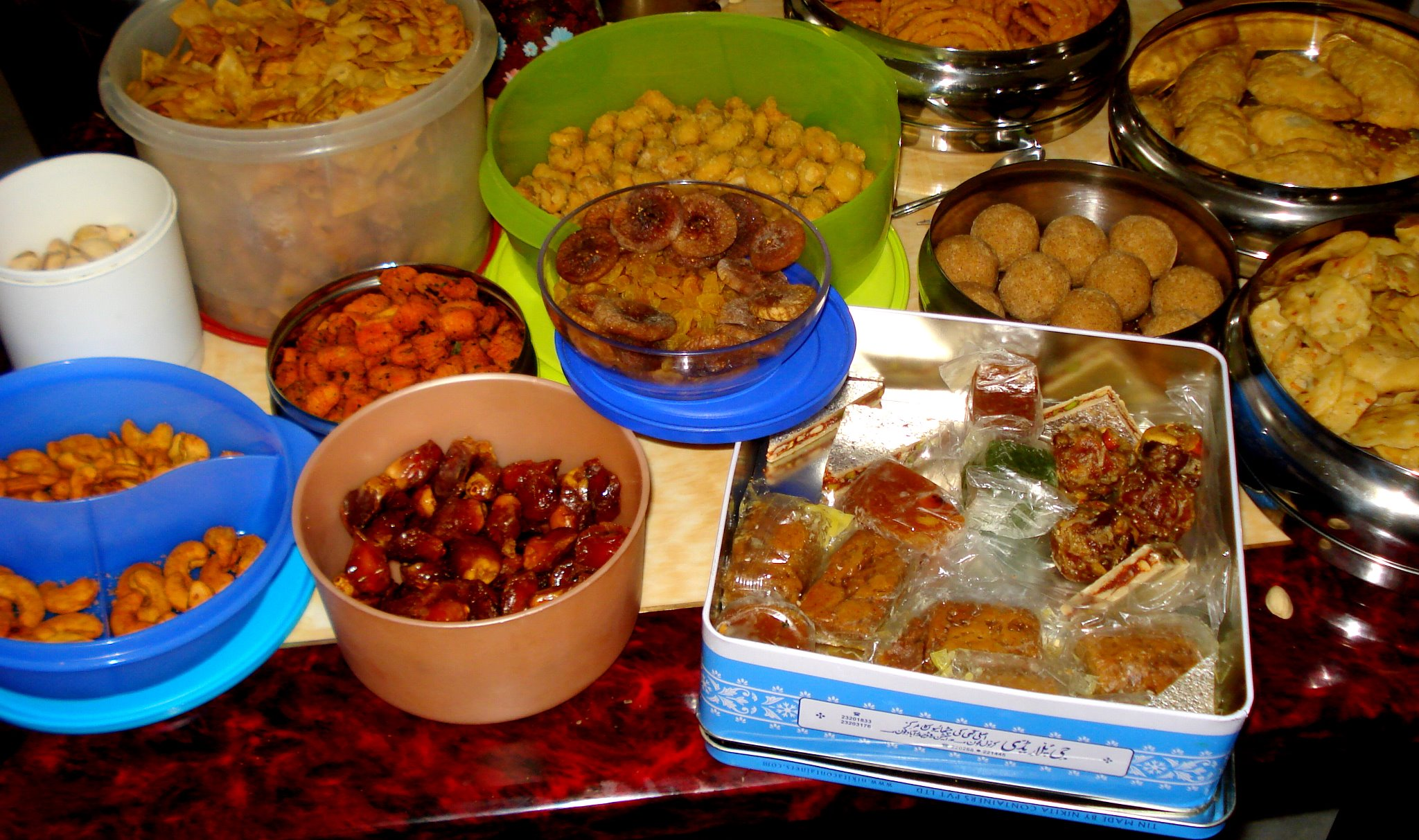
Dolços típics del Dipavali.

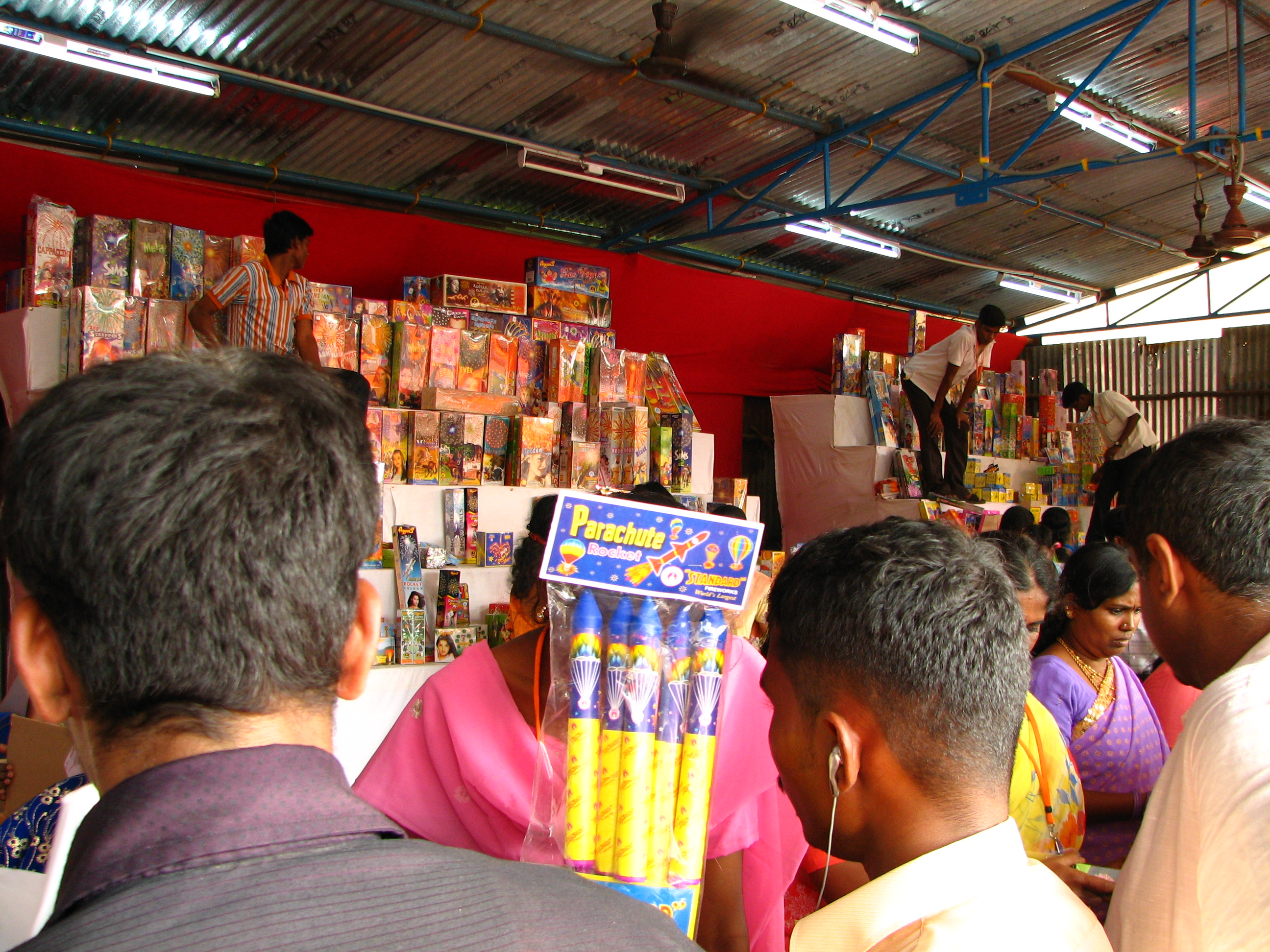
Botiga de petards durant el Divali a Chennai.

La Divali (en panjabi: ਦੀਵਾਲੀ) és una important festa religiosa celebrada anualment per diferents comunitats originàries de l'Índia.

## Etimologia
El terme Divali és un xenisme que prové de la transliteració del mot escrit en algunes de les moltes llengües parlades a l'Índia com l'hindi, el marathi o el gujarati. També el podem trobar escrit com Diwali, Deepavali, Dipavali i altres variants provinents de la transliteració del mot escrit en sànscrit, kannada, telugu, etc.
En qualsevol de les llengües índiques el significat literal del terme és festa de les llums, o de la llum, o de les llànties, o filera de les llums.

## Descripció
La celebració del Divali s'inicia a finals del mes hindú d'ashvin i finalitza a l'inici del mes de kartika; per tant, té lloc entre octubre i novembre del calendari gregorià (en dies diferents cada any).
El Divali dura cinc dies. Els noms dels dies i els costums (tant els costums propis de cada dia com els costums al llarg dels cinc dies) varien segons les regions de l'Índia on se celebra. Bàsicament s'hi segueix el següent patró:
1. El primer dia, Dhanteras, és el dia de la riquesa i prosperitat, en honor de la deessa Lakxmi. És costum comprar or, plata o utensilis nous, i decorar amb rangolis les entrades dels negocis, així com cantar bhajans.
2. El segon dia, Naraka Chaturdashi (o Kali Choudas), rememora la victòria de Krixna sobre el dimoni Narakasur. És costum llevar-se molt d'hora, aplicar-se olis perfumats i estrenar roba nova, llençar petards com a símbol de la victòria del bé sobre el mal, encendre llànties d'oli i menjar dolços reunits amb amics i familiars.
3. El tercer dia, Lakxmi puja, és el dia de la pregària (puja) a Lakxmi. És el dia més important de la festivitat. S'hi encenen llànties en el seu honor i es neteja la llar en senyal de benvinguda a la deessa.
4. El quart dia, Balipratipada, rememora el retorn mític rei Bali (Mahabali) a l'inframon patala. És costum intercanviar-se regals i com en dies anteriors encendre llànties i decorar les llars amb rangolis.
5. El cinquè i darrer dia, Yama Dvitiya o Bhaiduj, es dedica a la família en general i als germans en especial, sobretot a les germanes, i s'hi mostren afecte els uns als altres en record de Yama i la seva germana Yami.

A més de ser una de les festivitats hindús més importants, el Divali també és present en altres religions:
- Jainisme: s'hi celebra el nirvana de Mahavira.
- Sikhisme: s'hi celebra el retorn del sisè gurú, Guru Hargobind Ji, de la ciutat de Gwalior on estava captiu.
- Budisme: s'hi celebra el dia en què l'emperador Ashoka es va convertir al budisme.